# Auros
Auros (gaskonsko Auròs) je naselje in občina v jugozahodnem francoskem departmaju Gironde regije Akvitanije. Leta 2008 je naselje imelo 864 prebivalcev.

## Geografija
Naselje leži v pokrajini Gaskonji ob reki Beuve, 56 km jugovzhodno od Bordeauxa.

## Uprava
Auros je sedež istoimenskega kantona, v katerega so poleg njegove vključene še občine Aillas, Barie, Bassanne, Berthez, Brannens, Brouqueyran, Castillon-de-Castets, Coimères, Lados, Pondaurat, Puybarban, Savignac in Sigalens s 5.093 prebivalci.
Kanton Auros je sestavni del okrožja Langon.

## Zanimivosti
- cistercijanska opatija Sainte-Marie du Rivet, ustanovljena v 13. stoletju,
- cerkev Božje Matere Marije iz 13. stoletja, prenovljena v neogotskem stilu 19. stoletja,
- cerkev sv. Germana iz 11. stoletja,
- botanična pot.